# Caïro-verklaring van de mensenrechten in de islam
De Caïro-verklaring van de mensenrechten in de islam (Verklaring van Caïro) is een verklaring van de lidstaten van de Organisatie voor Islamitische Samenwerking (OIS) over de mensenrechten vanuit islamitisch perspectief. In deze verklaring is de islamitische wetgeving (de sharia) het uitgangspunt.
De Verklaring van Caïro werd op 5 augustus 1990 door 45 ministers van buitenlandse zaken van de lidstaten van de OIS ondertekend.
De OIS beschouwt de verklaring als een richtsnoer voor haar leden op het gebied van de mensenrechten; de verklaring heeft echter geen volkenrechtelijke status. De Verklaring van Caïro wordt gezien als het islamitische antwoord op de Universele Verklaring van de Rechten van de Mens (UVRM) die in 1948 door de Verenigde Naties zijn aangenomen.
De Verklaring van Caïro wijkt op essentiële punten af van de Universele Verklaring van de Rechten van de Mens. Voorbeelden zijn:
- De vrijheid van meningsuiting komt bijvoorbeeld terug in artikel 22 en wordt hier beperkt tot meningsuitingen die in overeenstemming zijn met de sharia;
- Er zijn zeer ongelijke rechten voor mannen en vrouwen. Artikel 6 vermeldt dat de vrouw haar eigen rechten en plichten heeft en dat de man voor het onderhoud van de familie dient te zorgen;
- Er is geen vrijheid van godsdienst. Artikel 10 verbiedt expliciet het beoefenen van of bekeren tot een andere godsdienst dan de Islam; artikelen 19 en 22 bespreken straffen voor afvalligen.

De laatste 2 artikelen (24 en 25) van de verklaring geven aan dat àlle artikelen in de verklaring volledig ondergeschikt zijn aan de sharia:
- Art. 24: 'Alle rechten en vrijheden genoemd in deze Verklaring zijn ondergeschikt aan de Islamitische sharia.'
- Art. 25: 'De Islamitische sharia is de enige referentiebron ter uitleg en verduidelijking van alle artikelen van deze Verklaring.'

## Kritiek op de Verklaring van Caïro
Er wordt aangevoerd dat deze Verklaring van Caïro (ook wel genoemd de Universele islamitische verklaring van mensenrechten) bedoeld is om de Universele verklaring van de rechten van de mens (UVRM) grotendeels krachteloos te maken. Dit wordt met name veroorzaakt door de artikelen 24 en 25 van de verklaring die de Sharia in alle opzichten laat prevaleren bij de interpretatie, implementatie en de uitvoering van de overige artikelen.
Essentiële vrijheden als het recht op de vrijheid van gedachten en geweten ontbreken, leidend tot het ontbreken van de vrijheid van meningsuiting en de vrijheid van religie inclusief de vrijheid om van religie te veranderen. Zo is wat het laatste aangaat artikel 18 van de UVRM van 1948 strijdig met artikel 10 van de Verklaring van Caïro. Door artikel 19d van de Verklaring van Caïro wordt de straf die de Sharia noemt voor o.a. geloofsafval benadrukt, hetgeen in dit geval de doodstraf kan betekenen.
De artikelen 22a, 22b en 22c van de Verklaring van Caïro beperken de vrijheid van meningsuiting zoals deze in artikel 19 van de UVRM is vastgelegd en betreft hier een van de belangrijkste vrijheidsrechten van de mens.
Door de sharia als kader te stellen voor mensenrechten en deze prevalent te laten zijn boven de mensenrechten-artikelen worden de in de Verklaring van Caïro bedoelde mensenrechten strijdig met fundamentele Westerse principes. Het Europese Hof voor de Rechten van de Mens in Straatsburg stelde hierover, in een arrest van 13 februari 2003 over de rechtmatigheid van een verbod voor de Turks-islamitische Refah-partij, "dat de sharia niet verenigbaar is met de fundamentele principes van de democratie".